# Le Roi d'Ys
Le Roi d'Ys è un'opera in tre atti e cinque scene del compositore francese Édouard Lalo.
Iniziata ad essere composta nel 1875 ebbe due stesure una terminata nel 1878, ma poco apprezzata dai teatri francesi che rifiutarono l'esecuzione, fu revisionata nel 1886 e finalmente rappresentata il 7 maggio 1888 dall'Opéra-Comique con grande successo con 100 repliche in un anno e 490 fino al 1940. 
Il successo fu tributato anche dai teatri europei.
Sempre nello stesso anno in novembre avviene la prima a Ginevra ed in dicembre ad Amsterdam.
Nel 1889 avviene la prima in febbraio ad Anversa ed al La Monnaie/De Munt di Bruxelles, in marzo al Grand Théâtre de Monte Carlo e nel marzo 1890 al Teatro Argentina di Roma nella traduzione di Angelo Zanardini con Emma Calvé.
Negli Stati Uniti la première è stata il 23 gennaio 1890 al French Opera House di New Orleans.
Nel Regno Unito la première è stata il 17 luglio 1901 al Royal Opera House, Covent Garden di Londra con Marcel Journet.
Al Metropolitan Opera House di New York la première è stata nel 1922 diretta da Albert Wolff con Rosa Ponselle, Beniamino Gigli, Frances Alda e Giuseppe Danise per sei recite.
Al Palais Garnier di Parigi ebbe la prima nel 1941 e la centesima nel 1950.
Al Theatre Royal di Glasgow avviene la prima nel 1953 nella traduzione di Hans Heimler per la Glasgow Grand Opera Society.

## Trama
L'opera è ambientata sulla mitica isola d'Ys che secondo la leggenda sarebbe dovuta essere il capoluogo del Regno di Cornovaglia

### Atto primo
Margared figlia del re d'Ys è promessa sposa del principe straniero Karnac in cambio della pace sebbene ella non lo ami. Margared tiene nascosto il suo vero amore alla sorella Rozenn in quanto anch'ella innamorata dello stesso uomo, Mylio, il quale tutti oramai credono morto. Invece Mylio ritorna e Margared ritira il suo consenso alle nozze nella speranza di fare suo Mylio. Karnac offeso dal gesto promette di vendicarsi.

### Atto secondo
La città è stretta d'assedio da Karnac. Mylio parte per la battaglia contro il nemico sicuro della vittoria in quanto il re d'Ys lo ha avvertito dei buoni auspici avuti da san Corentino e promettendogli la mano della figlia Rozenn qualora fosse tornato vittorioso.

Margared svela alla sorella Rozenn il suo amore per Mylio e sentendosi tradita dalla sorella, dal padre e dal suo amore è furibonda così, nonostante le parole di conforto di Rozenn, augura che Mylio possa perire nella battaglia e maledice l'amore fra i due.

Tornato vincitore Mylio, come promessogli dal re, sarà lo sposo della figlia Rozenn. Margared sentendosi tradita da tutti, decide allora di svelare allo sconfitto Karnac il modo per inondare la città di Ys e farla inabissare nell'oceano. I due accorrono nella cappella dove la statua di San Corentino si anima e li ammonisce intimandogli il pentimento per i loro cattivi desideri.

### Atto terzo
Clima roseo nella città di Ys dove si celebrano le nozze fra Mylio e Rozenn che prevedono, come ricordato da Jahel, grande maestro del palazzo, schermaglie amorose fra gli invitati di Mylio e le dame della principessa (Vainement, ma bien-aimée!). Intanto Margared sempre più inviperita contro la sua città grazie alle parole di Karnac, svela come aprire le chiuse.

Il re si duole dell'assenza della figlia Margared, ma Rozenn rincuora il padre dicendogli che ritornerà sicuramente dal momento che ella prega affinché Margared ritorni sana e salva. Margared nascosta sente le parole dei famigliari, capisce che in realtà è ancora nei cuori dei suoi e sente trasalire il rimorso per quello che ha fatto. Tutto viene interrotto dalle grida di terrore che arrivano da fuori e Margared appare dicendo di fuggire per salvarsi dalle acque. Mylio svela al re che Karnac, che lui ha ucciso, ha aperto le dighe e della necessità di mettersi in salvo sulla collina. Margared viene messa in salvo dal padre nonostante dal rimorso voglia morire lì.

Sul colle tutti sono in preda al panico l'acqua continua a salire e Margared svela che è lei la vittima da sacrificare per placare le acque in quanto è colei che ha aiutato Karnac nel nefasto gesto di allagare la città. Tutti i sudditi superstiti gridano per il sacrificio della infame principessa, ma il re, Rozenn e Mylio la difendono. Distratti dal fragore di un tuono Margared riesce a scappare e a gettarsi nelle acque mentre San Corentino appare e proibisce a Mylio di recuperarla. La gente è salva, "Gloria a Dio!"

## Curiosità
- Lalo scrisse quest'opera perché affascinato dalla saga delle leggende del mondo britannico, celtico a causa delle origini bretoni della moglie il contralto Julie de Maligny.
- Il personaggio di Margared fu nella prima stesura pensato per la moglie, Julie de Maligny, che ne eseguì alcune tracce.
- Non è un'opera molto eseguita. Negli ultimi sessant'anni sono state sporadiche le rappresentazioni di quest'opera. Nelle classifiche risultano 5 esecuzioni nei periodi 2005/2006-2009/2010[2]